# Рорбах (Каменц)

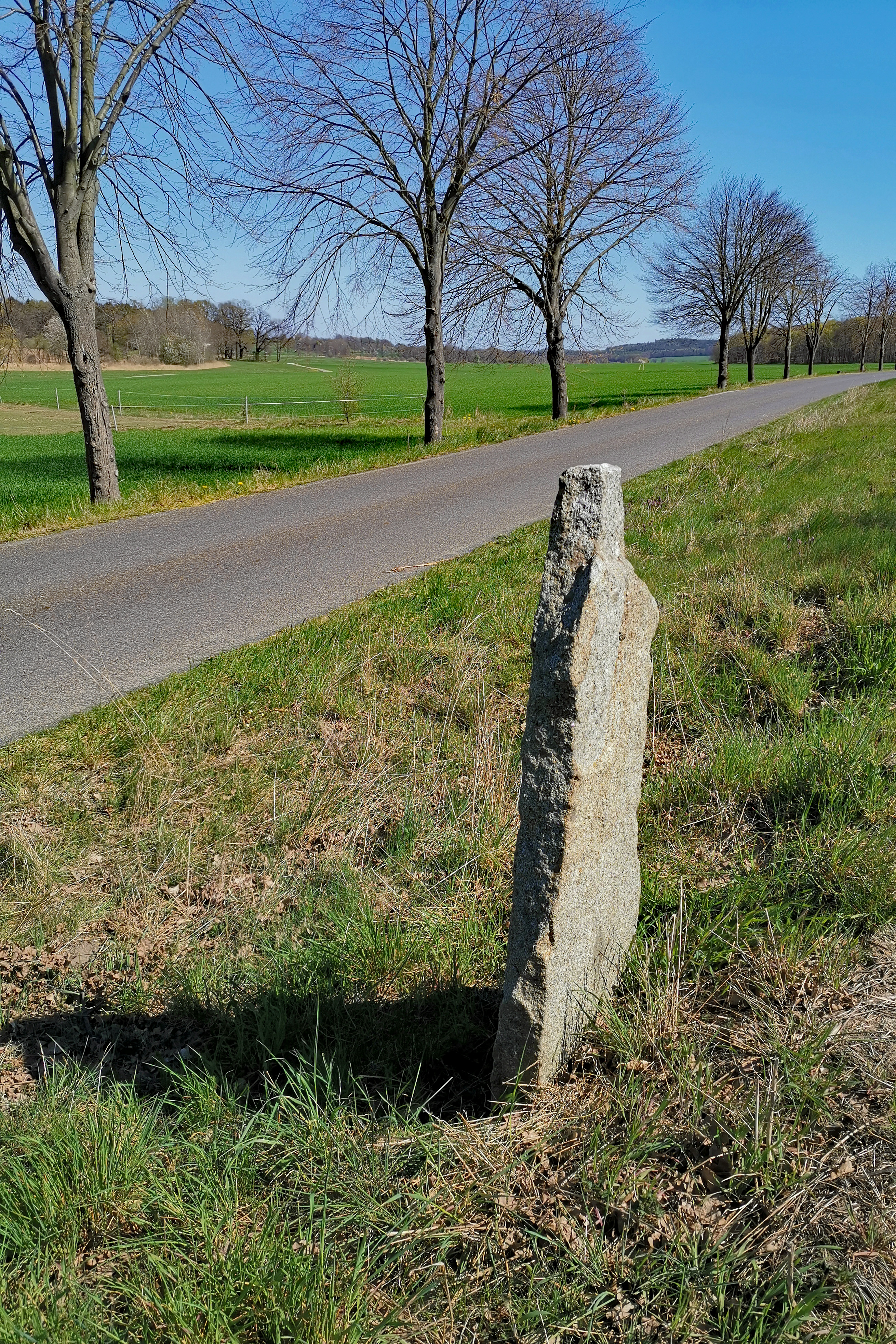
Каменный дорожный указатель. Памятник истории федеральной земли Саксония

Рорбах (нем. Rohrbach) — сельский населённый пункт в городских границах Каменца, район Баутцен, федеральная земля Саксония, Германия.

## География
Находится западнее Каменца и севернее автомобильной дороги S100 (участок Каменц — Нойкирх). На северо-западе от деревни начинается лесной массив, простирающийся до населённого пункта и административного центра коммуны Швепниц (Сепицы). На севере от деревни находится холм Охсенберг (Ochsenberg, высота 205 м.) и на северо-западе — холм Вайсе-Берг (Weiβe Berg, 210 м.).
Соседние населённые пункты: на северо-востоке — деревня Шёнбах (в городских границах Каменца), на юго-востоке — деревня Брауна (Брунов, в городских границах Каменца), на юге — деревня Петерсхайн (в городских границах Каменца), на западе — деревня и административный центр коммуны Нойкирх, на северо-западе — деревня Качвиц (Кочица) коммуны Добершау-Гаусиг.

## История
Впервые упоминается в 1263 году под наименованием «Rorebach». С 1994 по 1999 года деревня входила в коммуну Шёнтайхен. 1 января 1999 года вошла в городские границы Каменца в статусе самостоятельного сельского населённого пункта.
Исторические немецкие наименования:
- Rorebach, 1263
- Rorbach, 1432
- Rorpach, 1562
- Rohrbach, 1658

## Население
| 1834 | 1871 | 1890 | 2011 |
| ---- | ---- | ---- | ---- |
| 43   | 39   | 47   | 37   |